# Parasiopsis arcuata
Parasiopsis arcuata är en fjärilsart som beskrevs av George Thomas Bethune-Baker 1911. Parasiopsis arcuata ingår i släktet Parasiopsis och familjen nattflyn. Inga underarter finns listade i Catalogue of Life.